# Igé (Saône-et-Loire)
Igé ist eine französische Gemeinde mit 890 Einwohnern (Stand: 1. Januar 2022) im Département Saône-et-Loire in der Region Bourgogne-Franche-Comté. Sie gehört zum Arrondissement Mâcon und zum Kanton Hurigny (bis 2015: Kanton Mâcon-Nord).

## Geographie
Igé liegt in der Mâconnais im Weinbaugebiet Bourgogne. Umgeben wird Igé von den Nachbargemeinden Azé im Norden, Saint-Maurice-de-Satonnay im Osten und Nordosten, Verzé im Süden und Südwesten sowie Cluny im Westen und Nordwesten.

## Bevölkerungsentwicklung
| Jahr                      | 1962 | 1968 | 1975 | 1982 | 1990 | 1999 | 2006 | 2012 |
| ------------------------- | ---- | ---- | ---- | ---- | ---- | ---- | ---- | ---- |
| Einwohner                 | 741  | 703  | 646  | 669  | 729  | 768  | 854  | 853  |
| Quelle: Cassini und INSEE |      |      |      |      |      |      |      |      |

## Sehenswürdigkeiten
- Kirche Saint-Germain, neoklassischer Kirchbau aus dem 19. Jahrhundert
- Kapelle Sainte-Bénédicte in Domange aus dem 10. Jahrhundert
- Burg Igé (Château d’Igé) aus dem 12. Jahrhundert, heute Hotel

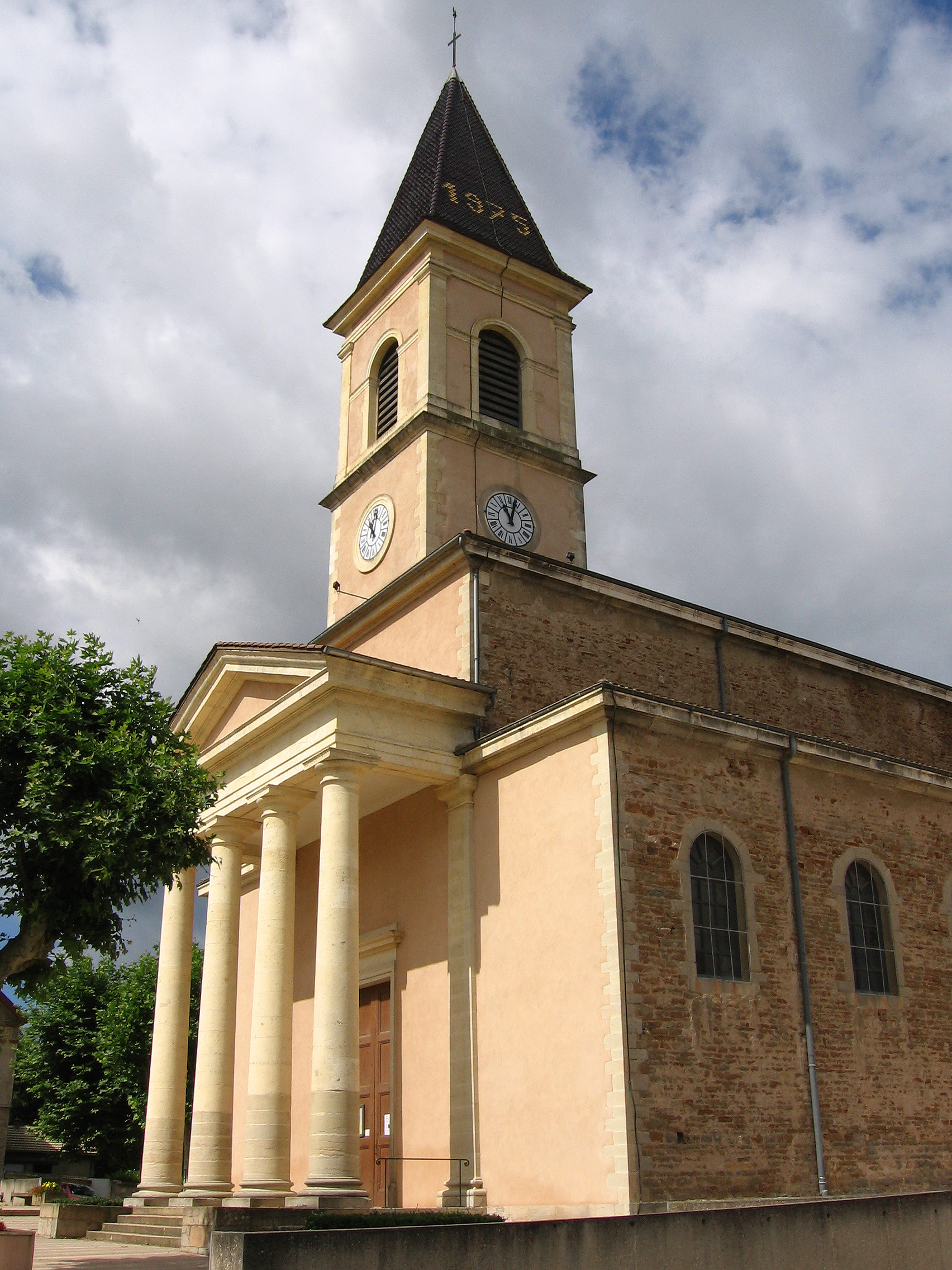
Kirche Saint-Germain
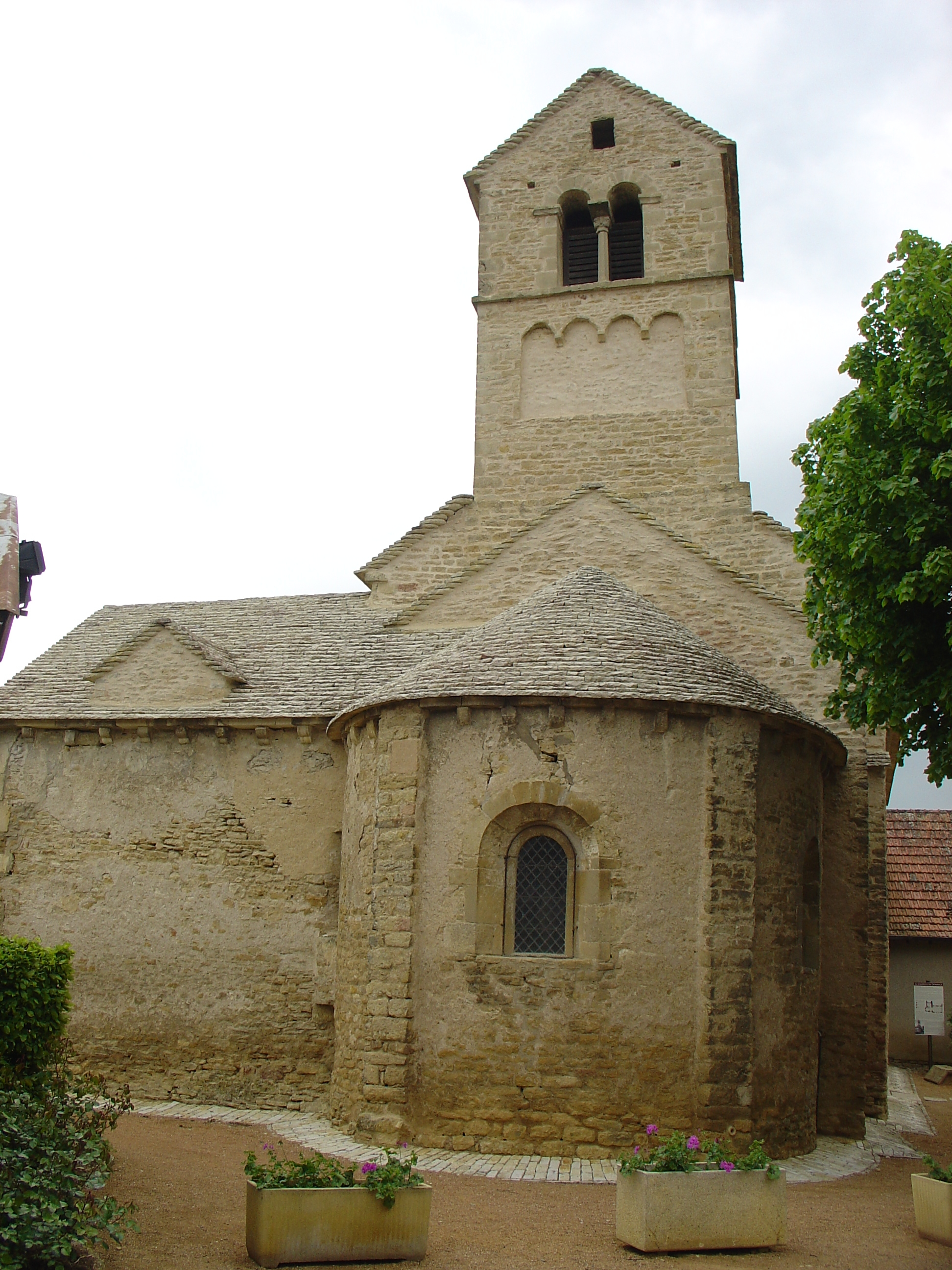
Kapelle Sainte-Bénédicte
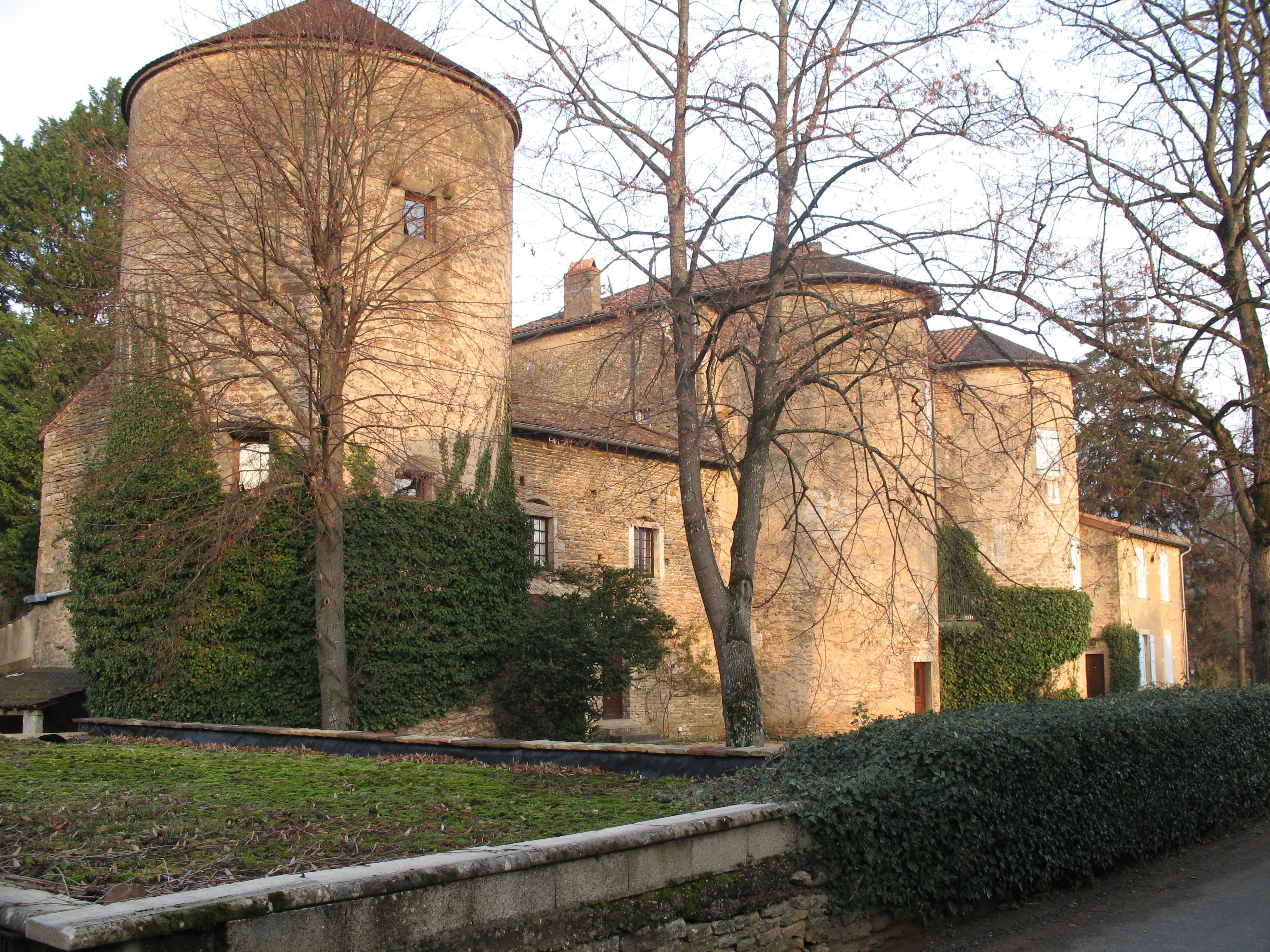
Burg Igé